# Teodora Gheorghiu
Teodora Gheorghiu (n. 8 mai 1978, Brașov, România) este o soprană română, solistă la Wiener Staatsoper, Opera de Stat din Viena. Debutul său artistic pe renumita scenă vieneză s-a produs la 15 februarie 2004, în opera L'Elisir d'amore, Elixirul dragostei, de Gaetano Donizetti.

## Biografie muzicală
Teodora a făcut studiile muzicale în România la Academia de Muzică Gheorghe Dima, din Cluj cu profesorii Niculina Mirea și Gheorghe Roșu. În septembrie 2002, datorită aprecierii calităților sale interpretative deosebite, la recomandarea expresă a tenorului catalan José Carreras, Teodora Gheorghiu a fost recompensată cu premiul special al concursului muzical Julián Gayarre.
Debutul muzical pe o scena lirică s-a produs tot în 2002, la Opera Română din Cluj-Napoca din Cluj-Napoca în rolul Reginei Nopții din opera lui Mozart, Flautul fermecat, în original, Die Zauberflöte. În același rol a debutat un an mai târziu, la Opera Națională București, urm\nd cu rolul Adinei din Elixirul dragostei.
În anul 2003, Teodora Gheorghiu a câștigat bursa vieneză Herbert von Karajan, respectiv premiul al doilea la Concursul George Enescu din București, care au propulsat-o ulterior spre a deveni solista prestigioasei instituții artistice. Înaintea angajării sale ca solistă la Opera de Stat din Viena, Teodora a lucrat cu Opera Studio din Chapelle Reine Elisabeth, sub bagheta lui José Van Dam, respectiv fructificând ulterior aparițiile sale scenice deosebite printr-o colaborare cu celebra scenă lirică La Monnaie din Bruxelles.
Repertoriul său cuprinde operele Flautul fermecat, Elixirul dragostei, Povestirile lui Hoffmann, The Fairy Queen, Patimile și Magnificat, respectiv cantate de Johann Sebastian Bach, Messiah de Haendel, Die Schöpfung de Haydn, Recviemul de Mozart, precum și lieduri de Haendel, Brahms, Fauré, Ravel, Enescu ș. a.